# Frankrijk op het Eurovisiesongfestival 1983
Frankrijk deed in 1983 voor de zesentwintigste keer mee aan het Eurovisiesongfestival. In de West-Duitse stad München werd het land op 23 april vertegenwoordigd door Guy Bonnet met het lied Vivre. Het land eindigde met 56 punten op de achtste plaats.

## Nationale voorselectie
Zender Antenne 2 mocht voor de eerste keer een kandidaat kiezen en deed dit door middel van een nationale finale. De winnaar werden gekozen door televoting.
| Volgorde | Artiest            | Lied                        | Plaats |
| -------- | ------------------ | --------------------------- | ------ |
| 1        | Philippe Houbert   | "Les manèges de l'amour"    | 12     |
| 2        | Joël Prévost       | "Je t'aime"                 | 9      |
| 3        | Claude Merlebois   | "Je reviendrai"             | 8      |
| 4        | Jean-Marc Courtois | "L'homme est un mobile"     | 7      |
| 5        | Joséphine Coppola  | "Passionément"              | 14     |
| 6        | Kali               | "Je vous oublie"            | 13     |
| 7        | Guy Bonnet         | "Vivre"                     | 1      |
| 8        | Rebecca            | "Mais où est l'amour"       | 11     |
| 9        | Isabelle Aubret    | "France France"             | 3      |
| 10       | Nicolas Leyani     | "Quand je vois le soleil"   | 6      |
| 11       | Jean-Paul Cara     | "À Chantefrance"            | 5      |
| 12       | Christine Fontane  | "Avec"                      | 10     |
| 13       | Compagnie Créole   | "Vive le Douanier Rousseau" | 2      |
| 14       | Anne-Marie Gancel  | "J'en appelle à la vie"     | 4      |

## In München
In München moest Frankrijk als eerste optreden, net voor Noorwegen. Op het einde van de puntentelling werd duidelijk dat Frankrijk de achtste plaats had gegrepen met 56 punten.

### Gekregen punten
Van Nederland ontving het 2 punten en van België geen.

#### Finale
| 12 punten | 10 punten              | 8 punten                                         | 7 punten      | 6 punten  |
| --------- | ---------------------- | ------------------------------------------------ | ------------- | --------- |
|           | - Italië - Zwitserland |                                                  | - Griekenland | - Finland |
| 5 punten  | 4 punten               | 3 punten                                         | 2 punten      | 1 punt    |
|           | - Cyprus - Duitsland   | - Joegoslavië - Luxemburg - Noorwegen - Portugal | - Nederland   | - Israël  |

### Punten gegeven door Frankrijk

#### Finale
Punten gegeven in de finale:
| 12 punten | Luxemburg           |
| 10 punten | Duitsland           |
| 8 punten  | Israël              |
| 7 punten  | Italië              |
| 6 punten  | Zweden              |
| 5 punten  | Verenigd Koninkrijk |
| 4 punten  | Portugal            |
| 3 punten  | Griekenland         |
| 2 punten  | Nederland           |
| 1 punt    | Finland             |